# Aliya Mustafina
Aliya Fargatovna Mustafina (em russo:  Алия́ Фарга́товна Муста́фина; Yegoryevsk, 30 de setembro de 1994) é uma ginasta russa aposentada que competiu em provas de ginástica artística, bicampeã olímpica nas barras assimétricas.
Aliya integrou a equipe russa que conquistou pela primeira vez, após a dissolução da União Soviética em 1991, a medalha de ouro na prova coletiva, durante o Mundial de Roterdã, em 2010. Além, encerrou primeira colocada na prova geral individual e com mais três medalhas de prata, sendo a maior medalhista de evento. 
Mustafina conquistou 7 medalhas olímpicas durante sua carreira, o que a faz, em conjunto com Simone Biles, a ginasta mais decorada dos Jogos Olímpicos do século XXI.
Em fevereiro de 2021, Aliya foi anunciada como a principal técnica da equipe nacional russa juvenil. A ginasta anunciou sua aposentadoria das competições em junho do mesmo ano. 

## Carreira

### 2007
Aliya iniciou no esporte no clube CSKA Moscow. Sua primeira competição internacional relevante na categoria júnior, foi o Gymnix International, realizado em Montreal. A ginasta conquistou o ouro na trave e a prata nas barras assimétricas e no individual geral. No mesmo ano, ela conquistou a prata por equipes na 6th Stella Zakharova Cup. 

### 2008
No Campeonato Europeu Júnior, realizado em Clermont-Ferrand, França, Aliya ajudou a Rússia a conquistar a medalha de ouro na prova por equipes. Individualmente, ficou com a quarta posição nas assimétricas e no solo, e ficou com a prata no individual geral. Na Massilia Cup a ginasta competiu na categoria sênior, e ficou em sexto lugar no individual geral, quarto no salto e conquistou a prata no solo.

### 2009
Em 2009, disputou o Campeonato Nacional Russo na categoria sênior, e foi campeã por equipes, no individual geral e na trave de equilíbrio. Nas paralelas ficou com a prata e no solo, com o bronze. Na Copa Japonesa, em Tóquio, ficou com a prata individual geral, e na Copa Russa, competindo na categoria sênior, conquistou o ouro na mesma prova. Na Doha Gymnasiade, sua última competição na categoria juvenil, conquistou seis medalhas nos seis eventos possíveis; medalha de ouro no geral, equipe, barras, trave e solo e prata no salto.

### 2010
At the Russian Cup in Chelyabinsk in August, Mustafina won the all-around competition with a score of 62.271. In event finals, she placed second on vault, scoring 13.963; first on uneven bars, scoring 14.775; third on balance beam, scoring 14.850; and first on floor, scoring 15.300.
Mustafina sofreu uma lesão durante os treinos em março, e não pode competir no Campeonato Nacional Russo. Iniciando sua carreira sênior, a ginasta participou da etapa de Copa do Mundo de Paris. No evento, disputou duas finais: após um erro, ficou com a quarta colocação nas paralelas, prova vencida pela britânica Elizabeth Tweddle, e na trave de equilíbrio ficou com a prata. No Campeonato Europeu de Birmingham, Aliya conquistou com três medalhas: ouro na prova por equipes, prata na trave e nas barras assimétricas; no solo ficou na oitava posição.
Em julho, na Copa Japonesa, conquistou o ouro na prova por equipes e o bronze no individual geral, em prova vencida pela compatriota Ksenia Afanasyeva. Na Copa Russa, em agosto, a ginasta foi campeã em três eventos: no geral individual, nas barras assimétricas e no solo. Além disso, conquistou a medalha de prata no salto e o bronze na trave de equilíbrio. Semanas depois, participou do quadrangular entre Rússia, Países Baixos, Espanha e Suécia, no qual encerrou vitoriosa em dois eventos: por equipes e na prova individual geral.

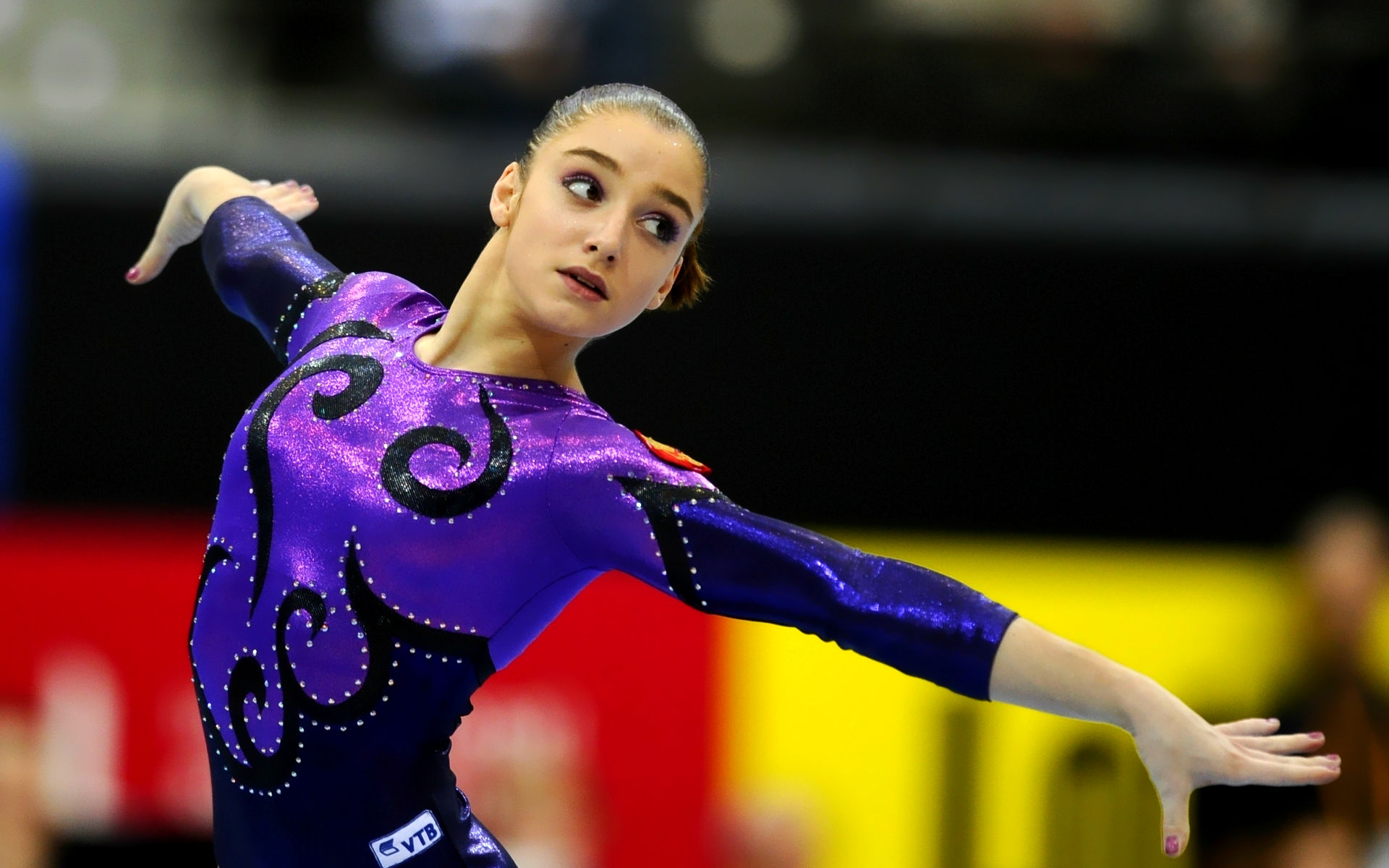
Aliya Mustafina no Campeonato Mundial de 2010

Em outubro, teve sua estreia em Mundiais. A ginasta disputou a edição de Roterdã, no qual saiu como a maior medalhista da competição: por equipes, apresentou-se em todos os aparelhos e ajudou o time a finalizar na frente das campeãs anteriores, as norte-americanas, e das campeãs olímpicas, as chinesas. Aliya se classificou para todas as finais do campeonato, sendo a primeira ginasta a fazer isso desde Shannon Miller e Svetlana Khorkina em 1996. Ela foi campeã do individual geral, superando a chinesa Jiang Yuyuan e a norte-americana Rebecca Bross, prata e bronze, respectivamente. Nas finais por aparelhos foram mais três medalhas, todas de prata, das quatro finais disputadas: no salto sobre a mesa, nas barras assimétricas e nos exercícios de solo. Ao final do campeonato, a Federação Internacional de Ginástica (FIG), publicou os novos elementos do Código de Pontos, e inseriu um movimento da ginasta nas paralelas assimétricas, avaliado com o valor E.
Como última competição da temporada, competiu na Voronin Cup. Nela, foi três vezes medalhista de ouro: no individual geral, nas assimétricas e no solo, sendo mais uma vez, a maior campeã do evento. A seguir, a ginasta foi nomeada ao prêmio "Athletes of the year in Russia", ao lado da ginasta rítmica Evgenia Kanaeva. Dentre, os dez melhores atletas do país, Aliya manteve-se na primeira colocação.

### 2011

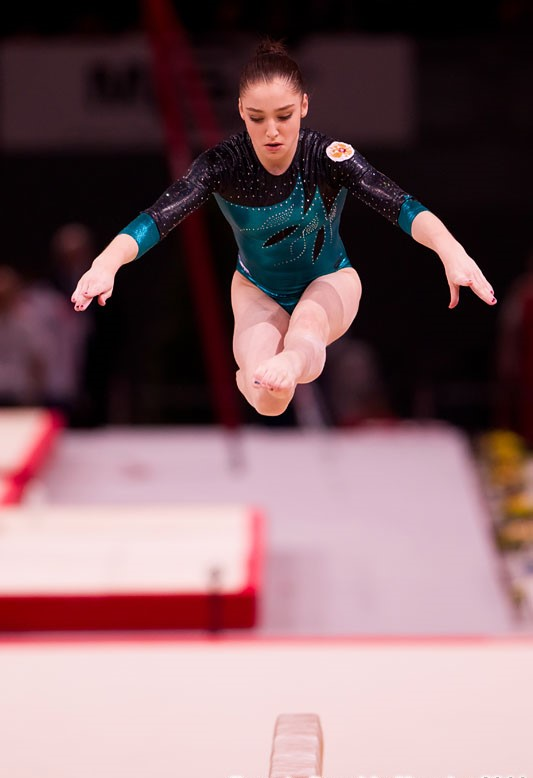
Aliya na Copa do Mundo de Paris em 2011

Abrindo o calendário competitivo de 2011, Aliya disputou a Tyson American Cup, realizada em Jacksonville, na Flórida. Até a última rotação, a ginasta russa liderava, porém uma queda em sua penúltima passada nos exercícios de solo, a deixou com a segunda colocação. A norte-americana estreante na seleção, Jordyn Wieber, foi a campeã do evento, com apenas 0,068 pontos de vantagem em relação a Aliya. Adiante, disputou a etapa de Copa do Mundo em Paris, na qual saiu vencedora em duas finais: as barras assimétricas e os exercícios de solo, e foi medalhista de prata no salto.
Em abril, Mustafina competiu no Campeonato Europeu, realizado em Berlim, e sofreu um rompimento do menisco de seu joelho esquerdo durante uma performance no salto sobre a mesa, na primeira rotação da final do individual geral, sendo forçada a se retirar da competição. Sua compatriota Anna Dementyeva acabou vencendo a disputa. Cinco dias depois, ela passou por uma cirurgia em Straubing, na Alemanha. 
Os treinadores de Aliya retomaram seus treinos lentamente. Em maio, a técnica Valentina Rodionenko afirmou que só iriam voltar com os treinos quando dissessem que era possível, e que era importante preservá-la para os Jogos Olímpicos. Em julho, a ginasta estava fazendo apenas exercícios de condicionamento na parte superior do corpo e reabilitação em sua perna lesionada. Em agosto, após o time que representaria a Rússia no Campeonato Mundial ter sido anunciado, Rodionenko declarou que Aliya queria ir para a competição e que achava que estava preparada, estando em recuperação por menos de cinco meses. Porém, seus treinadores não quiseram correr o risco de outra lesão que custasse sua participação nas Olimpíadas, e o cirurgião que a operou disse que ela poderia retomar seu ritmo normal de treinos somente em dezembro.
Em dezembro, Mustafina retornou às competições na Voronin Cup, ficando com a quarta colocação no individual geral e a prata nas paralelas.

### 2012
Mustafina competiu no Campeonato Nacional Russo em março, se tornando campeã no individual geral e nas paralelas, e ficando em quinto lugar na trave. Em maio, no Campeonato Europeu em Bruxelas, Bélgica, competindo no salto, paralelas e solo, ajudou a equipe russa a conquistar a prata por equipes.

## Vida Pessoal
Mustafina nasceu em Yegoryevsk, Russia, em 30 September 1994. Seu pai, Farhat Mustafin, foi medalhista de bronze na luta greco-romana nos Jogos Olímpicos de 1976, e sua mãe, Yelena Kuznetsova, é professora de física.
Aliya começou a namorar o atleta de bobsleigh russo Alexey Zaitsev em 2015. Eles se conheceram em um hospital quando os dois se recuperavam de lesões esportivas. Eles se casaram em 2016, e em janeiro de 2017, foi anunciado que a ginasta estava grávida. Sua filha, Alisa Mustafina, nasceu em junho do mesmo ano. Mustafina se divorciou em abril de 2018.

## Principais resultados
| Ano  | Evento                                    | AA                | Equipe            | Salto sobre o cavalo | Trave             | Barras assimétricas | Solo              |
| ---- | ----------------------------------------- | ----------------- | ----------------- | -------------------- | ----------------- | ------------------- | ----------------- |
| 2007 | Campeonato Europeu (júnior)               |                   | Medalha de ouro   |                      |                   | 4º                  | 4º                |
| 2009 | Campeonato Nacional Russo                 | Medalha de ouro   | Medalha de ouro   |                      | Medalha de ouro   | Medalha de prata    | Medalha de bronze |
| 2009 | Doha Gymnasiade                           | Medalha de ouro   | Medalha de ouro   | Medalha de prata     | Medalha de ouro   | Medalha de ouro     | Medalha de ouro   |
| 2010 | Copa do Mundo - Paris                     |                   |                   |                      | Medalha de prata  | 4º                  |                   |
| 2010 | Campeonato Europeu                        |                   | Medalha de ouro   |                      | Medalha de prata  | Medalha de prata    | 8º                |
| 2010 | Copa Japão                                | Medalha de bronze | Medalha de ouro   |                      |                   |                     |                   |
| 2010 | Copa Russa                                | Medalha de ouro   |                   | Medalha de prata     | Medalha de bronze | Medalha de ouro     | Medalha de ouro   |
| 2010 | Desafio Internacional                     | Medalha de ouro   | Medalha de ouro   |                      |                   |                     |                   |
| 2010 | Campeonato Mundial de Ginástica Artística | Medalha de ouro   | Medalha de ouro   | Medalha de prata     | 7º                | Medalha de prata    | Medalha de prata  |
| 2010 | Copa Toyota                               |                   |                   | Medalha de ouro      | Medalha de prata  |                     | Medalha de ouro   |
| 2010 | Voronin Cup                               | Medalha de ouro   |                   |                      |                   | Medalha de ouro     | Medalha de ouro   |
| 2011 | Copa América                              | Medalha de prata  |                   |                      |                   |                     |                   |
| 2011 | Copa do Mundo - Paris                     |                   |                   | Medalha de ouro      | Medalha de ouro   | Medalha de ouro     |                   |
| 2012 | Campeonato Nacional Russo                 | Medalha de ouro   | Medalha de ouro   |                      |                   | Medalha de ouro     |                   |
| 2012 | Campeonato Europeu                        |                   | Medalha de prata  |                      |                   |                     |                   |
| 2012 | Jogos Olímpicos                           | Medalha de bronze | Medalha de prata  |                      |                   | Medalha de ouro     | Medalha de bronze |
| 2013 | Campeonato Nacional Russo                 | Medalha de ouro   | Medalha de prata  |                      |                   | Medalha de bronze   |                   |
| 2013 | Campeonato Europeu                        | Medalha de ouro   |                   |                      |                   | Medalha de ouro     |                   |
| 2013 | Universíade                               | Medalha de ouro   | Medalha de ouro   |                      | Medalha de prata  | Medalha de ouro     | 9º                |
| 2013 | Campeonato Mundial de Ginástica Artística | Medalha de bronze |                   |                      | Medalha de ouro   | Medalha de bronze   |                   |
| 2014 | Campeonato Nacional Russo                 | Medalha de ouro   | Medalha de prata  |                      | Medalha de bronze | 6º                  |                   |
| 2014 | Campeonato Europeu                        |                   | Medalha de bronze |                      | Medalha de bronze | Medalha de prata    |                   |
| 2014 | Campeonato Mundial de Ginástica Artística | 4º                | Medalha de bronze |                      | Medalha de bronze | 6º                  | Medalha de bronze |
| 2015 | Jogos Europeus                            | Medalha de ouro   | Medalha de ouro   |                      |                   | Medalha de ouro     | Medalha de prata  |
| 2016 | Campeonato Europeu                        |                   | Medalha de ouro   |                      | Medalha de ouro   | Medalha de bronze   |                   |
| 2016 | Jogos Olímpicos                           | Medalha de bronze | Medalha de prata  |                      |                   | Medalha de ouro     |                   |
| 2018 | Campeonato Mundial de Ginástica Artística |                   | Medalha de prata  |                      |                   | 5º                  |                   |